# Caledoniscincus renevieri
Espèce
Statut de conservation UICN

 EN B1ab(i,ii,iii,iv)+2ab(i,ii,iii,iv) : En danger
Caledoniscincus renevieri est une espèce de sauriens de la famille des Scincidae.

## Répartition
Cette espèce est endémique de la province Nord en Nouvelle-Calédonie.

## Étymologie
Cette espèce est nommée en l'honneur d'Alain Renevier, pour son hospitalité.

## Publication originale
- Sadlier, Bauer & Colgan, 1999 : The scincid lizard genus Caledoniscincus (Reptilia: Scincidae) from New Caledonia in the Southwest Pacific: a review of Caledoniscincus austrocaledonicus (Bavay) and description of six new species from Province Nord. Records of the Australian Museum, vol. 51, no 1, p. 57-82, p. 47–57 (texte intégral).